# スタニスワフ・ウラム
スタニスワフ・マルチン・ウラム（Stanisław Marcin Ulam, 1909年4月3日 - 1984年5月13日）は、アメリカ合衆国の数学者。ポーランド出身。数学の多くの分野に貢献しており、また水爆の機構の発案者としてその名を残している。

## 経歴
ルヴフ（現ウクライナ・リヴィウ）のユダヤ人家庭に生まれ、リヴィウ工科大学にてカジミェシュ・クラトフスキとステファン・バナフに数学を学ぶ。
在学中はバナフと共同で測度論に関する研究を行い、1933年に博士号を取得。1935年にはジョン・フォン・ノイマンに招かれてプリンストン高等研究所を訪れる。1938年にはハーバード大学を訪れ、1939年に再びポーランドに戻るが、第二次世界大戦前夜にポーランドを兄弟と共に脱出する。残りの家族はホロコーストで亡くなったとされる。
1940年、ウィスコンシン大学助教授に就任。1943年からはフォン・ノイマンの招きで原爆開発のための「マンハッタン計画」に参加。戦後も引き続きロスアラモス国立研究所にて水爆開発に携わり、エドワード・テラーとともに、水爆を爆発させるための基本機構を創案。これは現在、「テラー＝ウラム配置」(Teller-Ulam configuration)と呼ばれている。また、核爆発を宇宙ロケットの推進力に利用（核パルス推進）しようとする「オリオン計画」も彼の発案によるものである。1965年以降はコロラド大学教授を務め、没するまでその地位にあった。

## 業績

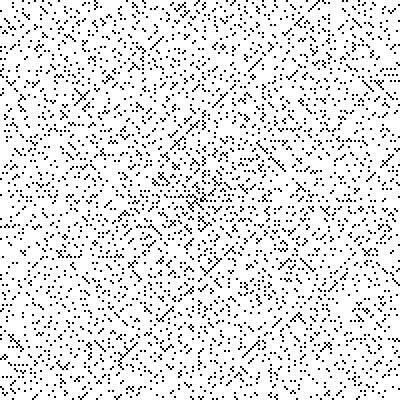
200×200のウラムの螺旋

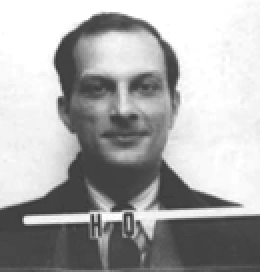
ロスアラモス国立研究所のIDカード

ウラムの業績は集合論、測度論、トポロジー、エルゴード理論等、多岐にわたっている。モンテカルロ法の考案（名前を付けたのはノイマン）、コラッツの問題（数論における「ウラムの予想」）の研究、w:Reconstruction conjecture（グラフ理論における「ウラムの予想」）の研究、セル・オートマトン（これもノイマンが関与）の分野の創始、自然数を渦巻状に並べた際の素数のパターン「ウラムの螺旋」（右図）の発見、などがある。

## 逸話・発言等
- かつて、親友である数学者ジョン・フォン・ノイマンの科学的人生を本にしようと企てていた。

- アメリカに来て下宿を始めた当初、英語は既に学んでいたものの、最初の内はそこに住んでいる人たちの会話がまったく理解出来なかったという。しかし、一週間後には分かるようになった。本人曰く「これは言語のことばかりでなく、数学にも共通する経験である。すなわち、不連続な過程である。はじめは何も分からないが、突如としてそのコツが呑み込めるのである。」

- 病的と言っていいほど試験が嫌いであった。しかし、独創的論文を書いていたので、教授たちは寛大であった。

- 話をしたり聞いたりする方が、読むことよりも容易で、しかも楽しく学習する方法であると考えていた。何かの「やり方」を説明した印刷物は心理的に我慢できないと述べている。「言葉を習得する時、耳よりも文法の規則による方を好む人がいる。これは数学にも当てはまる。ある人は文法によって習得し、ある人は空気を通して耳から習得する。私は空気を通して耳から数学を習得した。」[2]

## 著作
- 自伝“Adventures of a mathematician”
  - 『数学のスーパースターたち：ウラムの自伝的回想』志村利雄訳、東京図書、1979年